# Zacarías Agüero Vera
Juan Zacarías Agüero Vera (Malanzán, 27 de mayo de 1888 - Buenos Aires, 28 de febrero de 1943) fue un abogado, escritor, periodista y político argentino, que ejerció como gobernador de la provincia de La Rioja entre 1926 y 1930.

## Biografía
Se recibió de maestro en la Escuela Normal de Catamarca, y de abogado en la Universidad Nacional de Córdoba. Desde joven se dedicó al periodismo, dirigiendo en su provincia natal el periódico La Libertad y colaborando en La Voz del Interior, de Córdoba. Tuvo participación importante en la gestación de la reforma universitaria. Antes había participado en un grupo de intelectuales llamado la Juventud Reaccionaria, de inclinación liberal, que en 1906 había lanzado un manifiesto llamando a la juventud a regenerar la política.
Fue profesor en la Universidad de Córdoba, dirigió el Semanario Ilustrado y compuso la letra de la ópera Bamba.
Durante la presidencia de Hipólito Yrigoyen fue Subsecretario del Interior y Ministro de Gobierno de la intervención federal de la provincia de Corrientes. Fue elegido diputado nacional por su provincia en 1920, renunciando a su cargo en 1922 para asumir el cargo de procurador fiscal en la Capital, y ejerció interinamente el cargo de procurador general de la Nación. En 1926 fue designado Camarista con sede en Dolores, provincia de Buenos Aires.
En 1929 renunció a sus cargos judiciales para ser candidato a gobernador de su provincia por el radicalismo, triunfando en las elecciones del 3 de febrero de ese año —en las que ningún partido opositor presentó candidatos— y asumiendo su cargo en el mes de mayo.
Su gobierno estuvo orientado a asegurar la preeminencia radical: despidió a gran cantidad de empleados públicos incorporados por sus predecesores e intervino la única municipalidad opositora, la de Chilecito. Debió afrontar serias complicaciones económicas, derivadas de la crisis económica y de una intensa sequía que afectó a gran parte de la provincia.
Durante su gestión fundó el Banco de La Rioja y la Caja de Ahorros, Pensiones, Jubilaciones y Asistencia Social. Fue depuesto por el golpe de Estado de 1930.
Fue profesor de historia en la Escuela Agropecuaria "Osvaldo Magnasco", de Dolores. Posteriormente se dedicó a escribir libretos para programas de radio en Radio El Mundo y en Radio Rivadavia. También fue autor de ensayos históricos y obras de teatro. Fue amigo de Atahualpa Yupanqui, con quien compartía largas charlas sobre la historia de Los Llanos riojanos.
En 1942 regresó a su provincia natal, donde fue designado camarista; realizó una recopilación de todas las leyes sancionadas en la provincia desde el año 1854.
Falleció en el "Hotel España" de Buenos Aires en el año 1943.

## Obra escrita
Entre sus obras merecen citarse:
- Divinidades diaguitas (ed. 1972)
- Cuentos y leyendas populares de La Rioja (ed. 1956)
- Las voces del camino (poemas)
- Los ojos de Quiroga